# Кулаков, Олег Николаевич
Олег Николаевич Кулаков  (род. 20 февраля 1943 года, Москва) — советский и российский стрелок и тренер высшей категории по трапу. Четырёхкратный чемпион Европы. Мастер спорта СССР международного класса (1965). Заслуженный тренер России (1997).

## Биография
Олег Николаевич Кулаков родился 20 февраля 1943 года в Москве. Первым его тренером стал отец — Николай Григорьевич Кулаков. Профессионально заниматься стендовой стрельбой Олег начал в 1957 году с переходом к тренеру Клавдии Ивановне Смирновой. Затем тренировался у Виктора Николаевича Бушинского, выступал за команду ЦО МО. В 18 лет выполнил норматив мастера спорта СССР.
В 1960 году выиграл первенство СССР среди юниоров. В 1965 году на чемпионате Европы завоевал серебряную медаль в командном первенстве. В дальнейшем стал четырёхкратным чемпионом Европы в командном зачёте. 
В 1968 году занял третье место среди мужчин в упражнении "с места" на траншейной площадке (251 из 300 мишеней).
В 1973 году окончил Московский авиационный институт.
Серебряный призёр чемпионата Европы 1976 года в личном зачёте.
С 1987 по 1991 год работал старшим тренером сборной команды СССР по трапу. С 1991 по 1995 год тренировал спортсменов в Австрии. С 1997 по 2004 год был главным тренером сборной команды России по стендовой стрельбе, готовил спортсменов к выступлениям на Олимпийских играх 2000 и 2004 годов. Член исполкома Стрелкового союза России. Принимал участие в подготовке спортсменов в Олимпийским играм 2016 года.
Также занимался разработками индивидуальных параметров прикладов и стволов спортивного ружья, сотрудничал с итальянскими компаниями Battista Rizzini и Perazzi.
Наиболее высоких результатов среди спортсменов, с которыми Кулаков работал лично или в качестве главного тренера сборной, добились:
- Дмитрий Монаков — олимпийский чемпион 1988 года, двукратный чемпион мира (1987, 1994), чемпион Европы 1988 года,
- Дайна Гудзиневичюте — олимпийская чемпионка 2000 года, чемпионка мира 1989 года,
- Алексей Алипов — олимпийский чемпион 2004 года, бронзовый призёр Олимпийских игр 2008 года, чемпион Европейских игр 2015 года[10][11].
- Елена Рабая — чемпионка мира 1997 года.